# Clark L. Hull

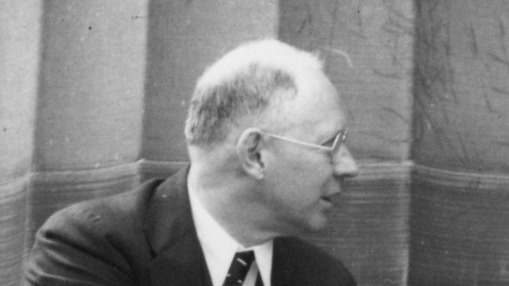
Clark Leonard Hull

Clark Leonard Hull (Akron, Nueva York, 24 de mayo de 1884-New Haven, Connecticut, 10 de mayo de 1952) fue un influyente psicólogo estadounidense que se propuso comprender el aprendizaje y la motivación a través de leyes científicas del comportamiento (véase conductismo).

## Primeros años
Hull obtuvo su licenciatura y su maestría de la Universidad de Míchigan, y en 1918 su doctorado de la Universidad de Wisconsin-Madison, donde también dio clases desde 1916 hasta 1929. Su investigación doctoral sobre "Los aspectos de la evolución de los conceptos" se publicó en la revista Psychological Monographs.
Hull llevó a cabo investigaciones con las que demostró que sus teorías podían predecir y controlar el comportamiento. Sus trabajos más significativos fueron Mathematico-Deductive Theory of Rote Learning (1940), y Principles of Behavior (1943), los cuales establecieron su análisis del aprendizaje y condicionamiento animal como la teoría dominante del comportamiento de su tiempo. Es famoso además por sus debates con Edward C. Tolman y por su teoría de la pulsión. El modelo de Hull está apoyado en términos evolutivos: Los organismos sufren privación, la privación crea necesidades, las necesidades activan pulsiones; el comportamiento es dirigido a metas y alcanzar metas tiene valor de supervivencia.

## Fórmula de la motivación
La fórmula de Hull para determinar la motivación es:
- sEr = sHr * D * K,

es decir, el potencial de reacción es igual a la fuerza del hábito (medido por número de refuerzos) por la pulsión (medido en tiempo de privación) por el valor de incentivo del estímulo.

## Método hipotético-deductivo
En psicología experimental, desarrolló sistemáticamente sus teorías a través del método hipotético-deductivo, a partir de observaciones y creación de hipótesis, con lo que se obtuvieron definiciones precisas y axiomas elaborados. Creía que la conducta era una serie de interacciones entre un individuo y su ambiente, y la analizó siempre desde la perspectiva de la adaptación biológica, la cual sería una optimización de condiciones de vida a través de la reducción de necesidades.

## Estudios sobre la hipnosis
Se le acredita a Hull el haber comenzado el estudio moderno de la hipnosis. Su obra Hypnosis and Suggestibility (1933) fue un estudio riguroso del fenómeno usando análisis estadístico y experimental. Los estudios de Hull enfáticamente demostraron de una vez por siempre que la hipnosis no tiene ninguna relación con el sueño. El resultado fue poner coto a las extravagantes afirmaciones de los hipnotistas, especialmente en relación con mejoras extraordinarias de la cognición o bien de los sentidos bajo hipnosis. Los experimentos de Hull mostraron la realidad de algunos fenómenos tales como la anestesia hipnótica y la amnesia post-hipnótica. La hipnosis podía inducir aumentos en ciertas habilidades físicas y cambiar los umbrales para la estimulación sensorial. Hull es famoso por su típica inducción hipnótica en la cual podía mirar directamente a los ojos hasta que el sujeto quedaba inducido.

## Premios
Hull recibió la medalla Warren en 1945 de la Society of Experimental Psychology. En 1929 se mudó a Yale, donde permaneció hasta su muerte.
- Datos: Q28882
- Multimedia: Clark L. Hull / Q28882